# Lokaal Belang (Waalwijk)
Lokaal Belang (LB) is een lokale politieke partij in de Nederlandse gemeente Waalwijk (provincie Noord-Brabant). De partij is in 2008 ontstaan na een fusie van vier lokale partijen. Lokaal Belang is niet aangesloten bij een overkoepelende (politieke) organisatie of landelijke politieke partij. In de Waalwijkse gemeenteraad heeft de Lokaal Belang sinds de gemeenteraadsverkiezingen in 2022 11 zetels en is daarmee de grootste fractie. Maud Veraa is sinds 16 juni 2022 fractievoorzitter. Sinds 2008 maakt Lokaal Belang deel uit van de coalitie en levert de partij ook één of meerdere wethouders. Op dit moment zijn Timon Klerx en Ad de Jong namens Lokaal Belang als wethouders vertegenwoordigd in het college van Burgemeester en Wethouders. 

## Geschiedenis
De partij is op 16 juli 2008 ontstaan na een fusie tussen vier politieke partijen, te weten: Algemeen Belang/Lijst Brouwer, De Acht Kernen, Gemeentebelangen en het Plaatselijk Burger Initiatief. Op 6 september 2008 werden de vier raadsfracties samengevoegd en werd Ad van Hamond benoemd tot fractievoorzitter. Henk Heuverling bleef namens de partij als wethouder in het college van B&W zitten. Naast vier lokale partijen bestond de coalitie uit PvdA, CDA en ChristenUnie.

### 2010-2014
Tijdens de gemeenteraadsverkiezingen van 2010 deed de nieuwe lokale partij voor het eerst als Lokaal Belang mee aan de verkiezingen. Henk Heuverling lijsttrekker. Op 17 maart 2010 behaalde de partij 3.967 stemmen (23,5%), daarmee kreeg Lokaal Belang 7 zetels in de gemeenteraad. De coalitie werd gevormd door Lokaal Belang, VVD, CDA en ChristenUnie. Henk Heuverling werd opnieuw tot wethouder benoemd en Ad van Hamond bleef fractievoorzitter.

### 2014-2018
Bij de verkiezingen van 2014 was Henk Heuverling wederom lijsttrekker van Lokaal Belang. Op 20 maart 2014 behaalde Lokaal Belang 4.868 stemmen (29,4%), daarmee stijgt de partij van 7 naar 9 zetels in de gemeenteraad van Waalwijk. De coalitie bestond opnieuw uit Lokaal Belang, VVD, CDA en ChristenUnie. Henk Heuverling ging door als wethouder en ook Ad van Hamond werd opnieuw benoemd als fractievoorzitter van de partij.
Op 15 maart 2015 werd bekend gemaakt dat Henk Heuverling stopt als wethouder en plaatsneemt in de gemeenteraad. Hans Brekelmans volgt hem op als wethouder. Henk is uitgesmeerd over twee periodes 24 jaar wethouder geweest in de gemeente Waalwijk. Eerst van 1978 tot 1995 en daarna van 2008 tot 2015. Op 1 juni 2016 verlaat Henk Heuverling definitief de Waalwijkse politiek als hij stopt als raadslid.

### 2018-2022
Ad van Hamond was tijdens de gemeenteraadsverkiezingen van 2018 voor het eerst lijsttrekker van Lokaal Belang. Op 21 maart 2018 kreeg de partij 5.188 stemmen (28,9%), daarmee bestond de fractie opnieuw uit 9 zetels. Timon Klerx werd benoemd tot nieuwe fractievoorzitter, hij nam daarmee het stokje over van Ad van Hamond. John van den Hoven volgde Hans Brekelmans op als wethouder. De nieuwe coalitie bestond uit Lokaal Belang, VVD, CDA en GroenLinksaf.
In oktober 2021 overlijdt raadslid Jan van Dinther op 80-jarige leeftijd. Tijdens deze bestuursperiode splitste drie raadsleden zich af van de fractie van Lokaal Belang. In eerste instantie Bea de Jongste en Hans de Vaan. Zij konden zich niet meer vinden in de koers van de partij. Later volgde ook Richard Frodyma. Hij verliet de fractie vanwege kritiek op zijn manier van politiek bedrijven.

### 2022 - 2026
Tijdens de gemeenteraadsverkiezingen van 2022 was Timon Klerx lijsttrekker. De partij behaalde 5.976 stemmen (35,5%) en verkreeg 11 van de 29 zetels in de gemeenteraad. De partij is daarmee veruit de grootste fractie in de Waalwijkse gemeenteraad. John van den Hoven en Ad de Jong worden benoemd als wethouders. De coalitie bestaat uit Lokaal Belang, VVD, GroenLinksaf en D66.
Timon Klerx volgt op 13 april 2023 John van den Hoven op als wethouder. Na vijf jaar stopte de wethouder vanwege privéomstandigheden. Vervolgens werd Maud Veraa benoemd tot fractievoorzitter. In mei 2024 overlijdt oud-raadslid Jan van Baardwijk, die kort daarvoor afscheid nam van de lokale politiek vanwege gezondheidsredenen. 

### 2026 - 2030
Op 11 juni 2025 werd Timon Klerx door de Algemene Ledenvergadering opnieuw benoemd tot lijsttrekker voor de gemeenteraadsverkiezingen van maart 2026.

## Verkiezingsresultaten
Lokaal Belang neemt sinds 2010 deel aan de gemeenteraadsverkiezingen in de gemeente Waalwijk. De gemeenteraad heeft tot en met maart 2026 29 zetels. Vanaf april 2026 krijgt de gemeenteraad van Waalwijk 2 zetels extra, omdat het aantal inwoners is gegroeid tot boven de 50.000 mensen.
| Jaar | Aantal stemmen | Percentage | Zetels |
| ---- | -------------- | ---------- | ------ |
| 2010 | 3967           | 23,5%      | 7      |
| 2014 | 4868           | 29,4%      | 9      |
| 2018 | 5188           | 28,9%      | 9      |
| 2022 | 5976           | 35,5%      | 11     |

## Standpunten
Het beleid van Lokaal Belang dient de belangen van de burgers van Waalwijk, stelt de kernen centraal en sluit aan bij wat er leeft onder onze inwoners. De partij staat voor een duurzame, solidaire en veilige samenleving, waar het bovenal prettig leven is. De belangrijkste thema’s waar Lokaal Belang zich voor inzet zijn: wonen, gezondheid, duurzaamheid, onderwijs, economie, veiligheid en sterk lokaal bestuur. 

## Organisatie
Lokaal Belang is niet aangesloten bij een overkoepelende (politieke) organisatie of landelijke politieke partij. De partij is een vereniging en kent daarom een bestuur. De bestuursleden zijn individueel benoemd door de Algemene Leden Vergadering. Een vergadering van alle leden van Lokaal Belang. Het bestuur legt aan deze vergadering jaarlijks verantwoording af. Gedurende het jaar zorgt het bestuur voor de continuïteit van de partij. De huidige bestuursleden zijn Berry van ‘t Westeinde (voorzitter a.i.) en Jeroen de Meijer (penningmeester/secretaris). 
Naast het bestuur houdt de fractie van Lokaal Belang zich bezig met de dagelijkse politieke gang van zaken. De fractie bestaat uit 11 raadsleden en 1 fractievolger. Dat zijn op dit moment:
- Maud Veraa (fractievoorzitter)
- Ad van Belkom
- Bas Bruurmijn
- Benan Koptagel
- Cees Pullens
- Jan van Dijk
- Jeroen Pulles
- Johan van Hest
- Marja Verhagen
- Niels van der Pluijm
- Will Lodenstijn
- William Damen (fractievolger)

## Oud-leden
Dit zijn een aantal voornaamste oud-functionarissen van Lokaal Belang:
- Henk Heuverling (wethouder 2008 - 2015)
- Ad van Hamond (fractievoorzitter 2008 - 2018)
- Jan van Baardwijk (raadslid 2008 - 2015, 1e vicevoorzitter van de raad)
- Hans Brekelmans (wethouder 2015 - 2018)
- Frank van Ierland (partijvoorzitter tot 2020)
- John van den Hoven (wethouder 2018 - 2023)
- René van Boxel (partijvoorzitter 2020 - 2023)